# P-07B
docomo STYLE series P-07B（ドコモ スタイル シリーズ ピー ゼロ なな ビー）は、パナソニック モバイルコミュニケーションズによって開発された、NTTドコモの第三世代携帯電話（FOMA）端末である。docomo STYLE seriesの端末。

## 概要
5色のカラーバリエーションを用意し、N-06BとF-08Bのように基本機能に特化した価格を抑えたモデルで、基本機能だけを求めるユーザーやらくらくホンシリーズに抵抗のある年配のユーザーをターゲットとしている。このため、GPS装置やFelica（おサイフケータイ）は非搭載で、唯一搭載しているのはワンセグとiコンシェルのみである。また発売当時の新サービスである「iBodymo」にも同様に対応していない。
背面にはクリスタルパネルを配し、シンプルでありながらも上質感を演出。また手に優しくフィットするラウンドフォルムやパナソニック製のドコモ携帯ではお馴染みの片手で開くワンプッシュオープンボタンを備え、九州大学の共同開発による人間工学に基づき、押しやすく、数字や文字を大きくしたボタンレイアウトを採用するなど、使いやすさや分かりやすさに配慮している。
背面のクリスタルパネルの部分には、約0.8インチの有機ELサブディスプレイを備えており、本体を閉じると時々イルミネーションと連動して模様を表示して気分を楽しませてくれる「ハッピーイルミネーション」にも対応している。
有効画素数約510万画素のメインカメラは、顔オートフォーカスやデジタル手ブレ補正、薄暗い場所でも撮影可能な最大ISO1600相当の高感度撮影にも対応。また2人の顔を検出し、顔の距離が近づくと自動撮影する「ラブシャッター」や設定した顔を検出するとセルフタイマーが作動して、約3秒後に撮影する「グループシャッター」を搭載している。その他超解像技術により小さなサイズの画像をきれいに拡大・補正したり、「暗部補正」により暗く写った部分を明るく補正することもできるほか、ブログ投稿に最適な正方形の画像サイズ（1936×1936（大）、480×480（小））での撮影にも対応している。
その他、ディスプレイの照明設定や明るさなど9項目から設定することで、電池の消費を抑え、使用時間を最大約34%アップできる「ecoモード」を搭載。「ecoモード」は、「5」キーの長押しによりワンタッチで設定や解除ができる。また電池残量に応じて、自動的にecoモードに移行して消費電力を抑える「オートecoモード」の設定も可能。
| 主な対応サービス                   | 主な対応サービス                                                    | 主な対応サービス                       | 主な対応サービス                                     |
| ---------------------------------- | ------------------------------------------------------------------- | -------------------------------------- | ---------------------------------------------------- |
| タッチパネル                       | FOMAハイスピード （送信2.0Mbps/受信7.2Mbps）                        | Bluetooth                              | DCMX／おサイフケータイ                               |
| iアプリオンライン／地図アプリ      | 直感ゲーム／メガiアプリ                                             | iウィジェット                          | マチキャラ／iコンシェル                              |
| ホームU／ポケットU                 | GPS／オートGPS／ケータイお探し                                      | デコメール／デコメ絵文字／デコメアニメ | iチャネル                                            |
| 着もじ                             | テレビ電話/キャラ電                                                 | ケータイデータお預かりサービス         | フルブラウザ                                         |
| おまかせロック／バイオ認証         | 外部メモリーへiモードコンテンツ移行／ユーザーデータ一括バックアップ | トルカ                                 | iC通信／iCお引越しサービス                           |
| きせかえツール／ダイレクトメニュー | バーコードリーダ／名刺リーダ                                        | 2in1                                   | エリアメール／ソフトウェアーアップデート自動更新     |
| GSM／3Gローミング（WORLD WING）    | 着うたフル／うた・ホーダイ                                          | Music&Videoチャネル／ビデオクリップ    | デジタルオーディオプレーヤー(WMA)(AAC)(SDオーディオ) |

1. ↑  「しゃべる」に対応。
2. ↑  インカメラがないため、相手の顔を見ながら、自画像を送信することはできない（メインカメラを利用して自画像を送信することは可能）。

## ワンセグ機能
- EPG（録画予約も可）
- 字幕放送
- モバイルPEAKSエンジン搭載で、「モバイルWスピード」による毎秒最大60fps表示が可能。（OFF時は15フレーム）
- リ.マスターによる迫力のある音声が楽しめる。

## プリインストールiアプリ
以下のiアプリが購入時に端末にプリインストールされている。
| アプリ名                                | 概要 |
| --------------------------------------- | --- |
| 99のなみだモバイル体験版                | 心にしみるショートストーリーを通して、やすらぎや癒やしを得ることができる読書アプリ。                              |
| pop'n music（体験版）                   | 落ちてくるマークを合わせて端末のキーを押すことで音楽のリズムに乗って遊ぶゲーム。                                  |
| ズーキーパーDX スコアアタック（体験版） | 動物を入れ替えて、同じ動物を縦横3個以上並べて捕まえていく制限時間付きのアクションゲーム。                         |
| ハイパー四川省                          | ランダムに配置された麻雀牌の中から、同じ種類の牌を2個1組にして消していくパズルゲーム                              |
| リバーシ                                | ゲームアプリ |
| Gガイド番組表リモコン                   | テレビ番組表とAVリモコン機能が1つになったアプリ                                                                   |
| モバイルGoogleマップ                    | Googleマップを表示して地域情報やストリートビューなどを表示できるアプリ                                            |
| iアバターメーカー                       | iアバターを作成するアプリ                                                                                         |
| 楽オク☆アプリ2                          | 楽天オークションにいつでもどこでもカンタンに出品できるアプリ                                                      |
| 地図アプリ                              | オープンiエリアを利用した現在地の確認や指定した場所の地図を見たり、目的地までのルート確認を行うことができるアプリ |
| iアプリバンキング                       | モバイルバンキングを簡単に利用するためのアプリ                                                                    |
| ドコモwebメール                         | パソコンからも、FOMA端末からも利用できるメールサービス「ドコモwebメール」のアプリ                                 |

上記のアプリの他、ドコモマーケットなどから、様々なアプリケーションをダウンロードし利用することが可能となる。

## 歴史
- 2010年5月18日 - F-06B・F-07B・F-08B・L-04B・N-04B・N-05B・N-06B・N-07B・N-08B・P-04B・P-05B・P-06B・P-07B・SH-02B marimekko・SH-07B・SH-08B・SH-09B・LYNX SH-10B・dynapocket T-01B・BlackBerry Bold 9700の開発及び一部機種の発売を発表。
- 2010年（平成22年）9月10日 - 発売開始。

## 不具合
2010年12月8日に以下の不具合の修正がソフトウェアの更新でなされた。
- カメラ撮影時にエラーが表示され、撮影することができない場合がある。

2014年2月6日に以下の不具合の修正がソフトウェアの更新でなされた。
- iモードブラウザの画像表示設定を「表示しない」に設定しているにもかかわらず、ブラウザ閲覧時にまれに画像が表示される場合がある。